# Mies Boissevain-van Lennep
Adrienne Minette (Mies) Boissevain-van Lennep  (Amsterdam, 21 september 1896 – Amsterdam, 18 februari 1965) was een Amsterdamse feministe, Jodenredster en verzetsstrijder in de Tweede Wereldoorlog.

## Jaren 30
Met het motto "Gezondheid + Schoonheid = Levenslust" exploiteerde zij hoog boven in het grote grachtenhuis in Amsterdam, waar zij met haar echtgenoot Jan en hun vijf kinderen tot 1939 woonde, een schoonheidssalon. In diezelfde periode was zij politiek actief in de vrouwenbeweging. Samen met enkele andere vrouwen richtte zij een Jongeren Werk Comité in de Vereniging voor Vrouwenbelangen op om deze laatste nieuw leven in te blazen. Mies trok daarbij de aandacht met haar berijmde toespraken op bijeenkomsten en vooral met haar geregeld in het weekblad De Groene Amsterdammer gepubliceerde limericks waarin zij zich op geestige en rake wijze verzette tegen onrecht. Befaamd werd haar actie tegen een voorstel van de katholieke minister Romme om vrouwenarbeid als "onnatuurlijk" en onwenselijk wegens de grote werkloosheid te verbieden. Zij werkte binnen de vrouwenbeweging veel samen met Willemijn Posthumus-van der Goot, met wie ze ook bevriend was.

## De oorlog
De Tweede Wereldoorlog begon zijn schaduwen vooruit te werpen. Via de Nederlandse Vereniging voor Vrouwenbelangen en Gelijk Staatsburgerschap kende zij Truus Wijsmuller-Meijer die haar vanaf 1938 betrok bij het in veiligheid brengen van Joodse kinderen uit nazi-Duitsland. 
De oorlog bracht diepe ellende: haar twee oudste zonen Jan Karel Boissevain (Janka) en Gideon Willem Boissevain (Gi) werden in 1943 door de nazi’s gefusilleerd, haar echtgenoot Jan bracht meer dan drie jaar in diverse concentratiekampen door (Amersfoort, Vught en Sachsenhausen) en overleed in Buchenwald. Haar derde zoon Frans overleefde de concentratiekampen Vught en Dachau. 
Zelf overleefde zij de kampen Vught en, zij het ternauwernood, Ravensbrück waar zij driemaal van de gaskamers werd gered. Echtgenoot Jan was al in 1941 gearresteerd wegens het zaken doen met een Joodse relatie, na enkele weken vrijgelaten, maar kort daarna opnieuw opgepakt.

## Het verzet: CS-6
Het huis waarheen de familie eind 1939 was verhuisd, werd geleidelijk een belangrijk centrum van verzets- en sabotageactiviteiten: onderduikadressen voor Joden en anderen werden geregeld, voor vermommingen en valse identiteitsbewijzen werd gezorgd en bomaanslagen en andere verzetsactiviteiten werden er voorbereid. De kelder van het huis was een arsenaal van wapens en explosieven. Janka en Gi waren hier tezamen met andere verzetsmensen, als groep bekend onder de naam CS-6, nauw bij betrokken. De oorsprong van deze codenaam is overigens onzeker. Veelal denkt men dat deze is ontleend aan het huis (Corellistraat 6), maar volgens andere bronnen was er sprake van afdeling 6 van een internationaal opererende verzetsorganisatie Centre de Sabotage.

## Gevangenschap
In augustus 1943 sloeg de Sicherheitsdienst toe: Mies en haar drie zonen (de twee dochters waren gelukkig niet thuis) en nog zeventig anderen werden gearresteerd. Op 1 oktober werden Janka, Gi, achterneef Louis en nog zestien andere tot de groep behorende verzetsmensen in de duinen bij Overveen gefusilleerd. Mies en zoon Frans belandden in concentratiekamp Vught, waar Mies te werk werd gesteld in het "ziekenhuis". Als "Zuster Mammie" werd zij bekend bij vele gevangenen die zij er heeft kunnen helpen, onder wie Tineke Guilonard. Ook zag ze er na een jaar haar echtgenoot Jan terug. In september 1944 werd het kamp ontruimd. Mies werd overgebracht naar Ravensbrück, een concentratiekamp waar de mensonterende omstandigheden nog honderd keer erger waren. Ook daar verzorgde zij zieken maar doorstond ook zelf zware ziekten.

## Herstel na de oorlog
Eind april 1945 werd zij, doodziek en nog slechts 33 kg wegend, met een ziekentransport van het Rode Kruis naar Zweden gebracht. Enkele maanden later kwam ze terug in Nederland, fysiek weer wat bijgespijkerd en 20 kg aangekomen, maar bovenal mentaal ongebroken en weer vol sprankelende energie en snedige humor. Natuurlijk hadden de kampperiode en de doorstane beproevingen hun sporen nagelaten, maar ook in positieve zin. Zo had zij de waarde van solidariteit onder de kampvrouwen ervaren. Zij trachtte hieraan op verschillende en originele wijze vorm te geven, zij het niet steeds met blijvend succes. Ze vond dat er meer specifiek vrouwelijke invloed in het openbare leven nodig was. Met alleen vrouwelijke inbreng in de traditionele politieke partijen zou dat niet te verwezenlijken zijn en daarom richtte zij een vrouwenpartij op, "Praktisch Beleid", gebaseerd op eensgezindheid tussen alle lagen in de samenleving. Voor de publiciteit maakte zij ook nu weer gebruik van snedige limericks. De meeste kiezers vonden de ideële gedachte echter te vaag en de verkiezingen eindigden in een fiasco. Het archief van "Praktisch Beleid" ligt bij het Internationaal Informatiecentrum en Archief voor de Vrouwenbeweging (IIAV). Het archief bevat ingekomen brieven, biografische gegevens van enkele vrouwen op de vrouwenlijst, adhesiebetuigingen, naamlijsten, teksten van lezingen, artikelen, limericks voor de campagne en propagandamateriaal uit de periode 1946-1949.

## Nationale feestrok

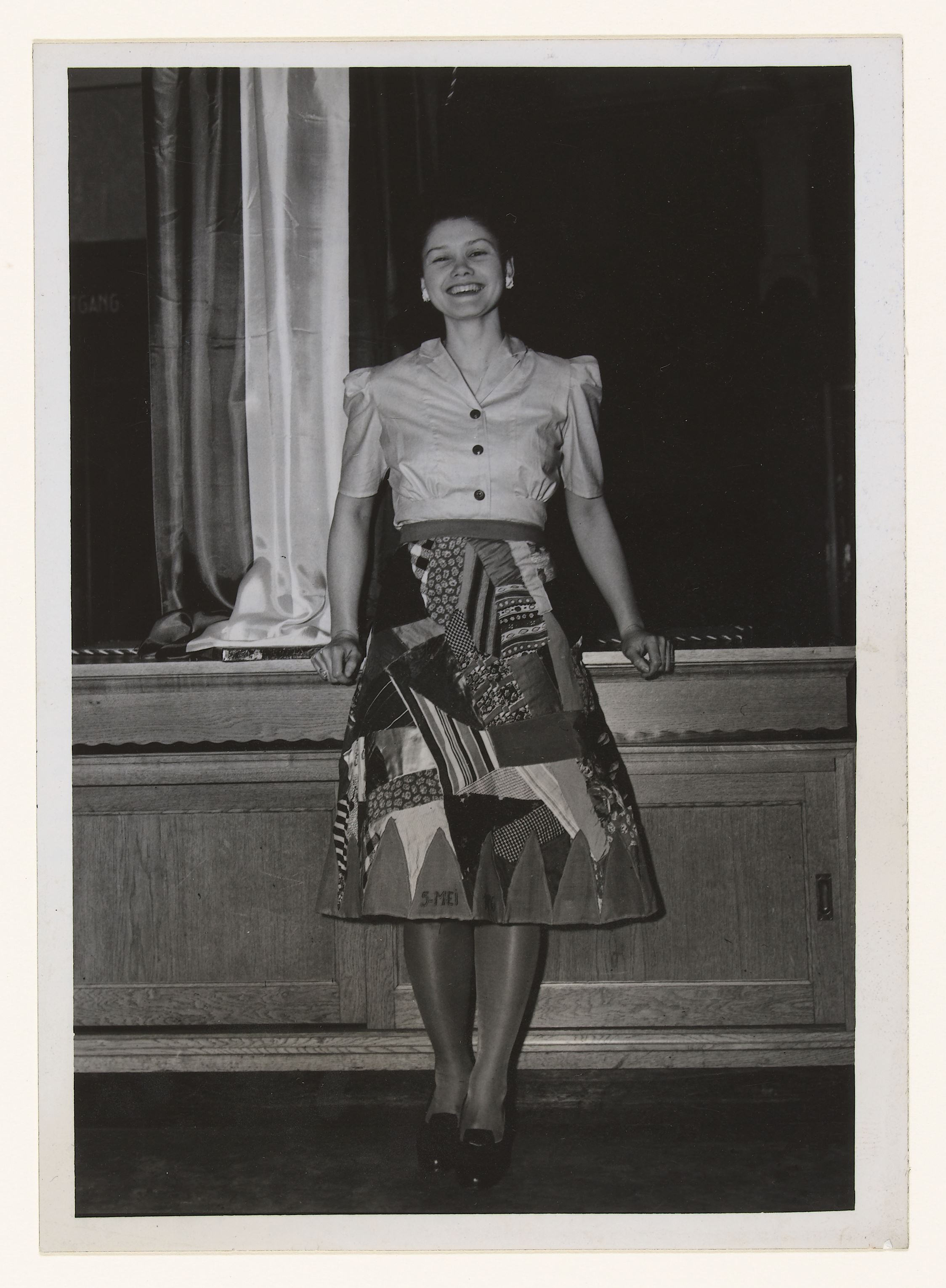
Mies Boissevain met de "Nationale Feestrok" (1946)

Eveneens uit de ervaring van eenheid op een ondergrond van (vrouwelijke) verscheidenheid sproot haar idee van de Nationale feestrok voort. Tijdens haar gevangenschap had Mammie Mies een dasje toegestuurd gekregen gemaakt van lapjes, kledingstukken van familieleden en vrienden, waarmee speciale herinneringen bovenkwamen. Iedere vrouw zou een kleurige rok dragen, gemaakt van allerlei lapjes met een emotionele lading en al dan niet geborduurd met namen en/of data en daardoor een unieke rok - een typisch vrouwelijk kledingstuk - hebben, die toch ook eenheid in verscheidenheid zou symboliseren. De rok zou vooral op nationale feestdagen moeten worden gedragen. Er werd zelfs een feestrok-lied geschreven. Om de rok te promoten reisde Mies niet alleen heel Nederland door, maar ging ook naar de Verenigde Staten. De registratie van de rokken vond plaats in het Internationaal Archief voor de Vrouwenbeweging (tegenwoordig Internationaal Informatiecentrum en Archief voor de Vrouwenbeweging (IIAV). Het archief van de Nationale Feestrok - onderdeel van het persoonsarchief van Mies Boissevain - bevat ingekomen brieven betreffende registratie van rokken, naamlijst van eigenaressen van geregistreerde rokken, informatiestencil over het vervaardigen van de rok, teksten van artikelen en lezingen, gedichtjes en liederen, financiële stukken en krantenknipsels over de periode 1946-1949.